# Liquoroso
Liquoroso ist in Italien die Bezeichnung für einen meist süßen, gespriteten Wein. Durch die Alkoholanreicherung und den damit verbundenen Gärungsabbruch unterscheidet er sich von einem, häufig ebenfalls süßen, aber immer ungespriteten Passito. Ein Liquoroso gehört also wie ein Sherry oder Madeira zur Gruppe der verstärkten Weine.
Liquorosos sind in Italien (→ Weinbau in Italien) sehr beliebt; sie werden fast in jeder DOC hergestellt. Entsprechend vielfältig sind die Herstellungsverfahren, die Trägersorten und die Charaktere der entstandenen Produkte. Viele Liquorosos sind jedoch süße, alkoholstarke Likörweine von eher bescheidener Qualität. Bemerkenswerte süße und trockene Weine dieser Gattung kommen aus Sardinien, wie zum Beispiel der Bosa, der aus Malvasia gekeltert wird, oder der Nasco di Cagliari, dessen Grundlage Moste der autochthonen sardischen Rebe Nasco sind. Auch der Greco di Bianco aus Kalabrien, hergestellt aus getrockneten Trauben der alten weißen Rebsorte Greco, verdient bei sorgfältiger Vinifizierung durchaus Beachtung.
Berühmtester, wenn auch bei weitem nicht immer bester Liquoroso ist wahrscheinlich der Marsala, dessen Reputation sich aber – übrigens wie die der meisten Südweine – in den letzten fünf Jahrzehnten sehr verschlechtert hat. Erst seit einer deutlich restriktiveren Neufassung der DOC-Bestimmungen kommen wieder höherwertige Weine aus dieser Region in den Handel.